# Mike Parson
Mike Parson (hay Michael Lynn Parson, sinh ngày 17 tháng 9 năm 1955) là một chính trị gia người Mỹ, cựu quân nhân Lục quân Hoa Kỳ. Ông hiện là Thống đốc thứ 57 và đương nhiệm của tiểu bang Missouri kể từ năm 2018. Ông nguyên là Phó Thống đốc thứ 47 của Missouri dưới thời Eric Greitens; Thượng nghị sĩ Thượng viện Missouri; Hạ nghị sĩ Hạ viện Missouri; Cảnh sát trưởng quận Polk, Missouri. Ông tuyên thệ nhậm chức Thống đốc bang vào ngày 01 tháng 6 năm 2018, sau khi Eric Greitens từ chức; ông phục vụ giai đoạn còn lại của nhiệm kỳ trước và được bầu làm Thống đốc vào năm 2020, vượt qua Kiểm toán viên bang Missouri Nicole Galloway.
Mike Parson là Đảng viên Đảng Cộng hòa, chính trị gia bảo thủ. Ông được cho là một người trung thực và thẳng thắn, hiểu rõ tình trạng xã hội tiểu bang Missouri mặc dù không có bất kỳ bằng cấp đại học nào. Ngoài việc ủng hộ các chính khách Cộng hòa, thực hiện chính sách phe Cộng hòa về xã hội, ông còn là người ủng hộ học thuyết Castle cùng đạo luật tín dụng thuế ở Missouri.

## Xuất thân, giáo dục và thời kỳ đầu
Mike Parson sinh ngày 17 tháng 9 năm 1955 tại thành phố Wheatland, quận Hickory, Missouri, Hoa Kỳ, tên khai sinh là Michael Lynn Parson, và lớn lên trong một trang trại ở quận Hickory. Ông tốt nghiệp Trường Trung học Wheatland năm 1973. Sau đó, ông nhập ngũ vào Lục quân Hoa Kỳ năm 1975, trong hơn sáu năm, ông đã phục vụ hai chuyến công du trong Quân đội Cảnh sát Quân sự và xuất ngũ năm 1981 với cấp bậc Trung sĩ. Khi còn trong quân đội, ông tham gia các lớp học ban đêm tại Đại học Maryland tại thành phố College Park, Maryland và Đại học Hawaii nhưng không hoàn thành bằng cấp. Năm 1981, ông xuất ngũ, trở lại quận Hickory, phục vụ làm cảnh sát và chuyển đến Văn phòng Cảnh sát trưởng tại quận Polk, trở thành điều tra viên tội phạm đầu tiên vào năm 1983. Mike Parson từng là Cảnh sát trưởng quận Polk từ năm 1993 đến năm 2004. Trong kinh doanh, ông mua một trạm xăng vào năm 1984 và đặt tên là Mike's, về sau ông sở hữu và điều hành ba trạm xăng trên toàn khu vực.

## Sự nghiệp chính trị

### Hội đồng Lập pháp Missouri
Năm 2004, Mike Parson tham gia cuộc bầu cử Hội đồng Lập pháp Missouri, ông được khu vực 133 bầu làm Hạ nghị sĩ Hạ viện Missouri. Sau đó, ông được bầu lại vào năm 2006 và 2008, là Hạ nghị sĩ trong ba nhiệm kỳ 2004 – 2010. Trong giai đoạn ở Hạ viện, ông đã đồng tài trợ dự luật mở rộng quyền học thuyết lâu đài. Năm 2010, Mike Parson được bầu vào nhiệm kỳ đầu tiên của mình tại Thượng viện Missouri, trở thành Thượng nghị sĩ tiểu bang. Ông đã ký cam kết với nhóm lợi ích Americans for Tax Reform về việc không không qua các đạo luật tăng bất kỳ loại thuế nào. Ông đã phục vụ với vị trí là Kiểm tra viên của đa số Thượng viện trong Hội đồng Lập pháp Missouri khóa 96. Ông đã thắng cử lại vào năm 2014, tranh cử trong cả cuộc bầu cử sơ bộ và tổng tuyển cử.

### Phó Thống đốc Missouri

#### Tranh cử
Năm 2016, Mike Parson tham gia tranh cử tổng tuyển cử Missouri. Ban đầu, ông tuyên bố sẽ tranh cử Thống đốc, nhưng sau đó đã chuyển sang tranh cử chức vị Phó Thống đốc. Sau khi đánh bại hai đối thủ trong cuộc bầu cử sơ bộ của Đảng Cộng hòa, ông phải đối mặt với cựu Hạ nghị sĩ Hạ viện Hoa Kỳ của Đảng Dân chủ, Russ Carnahan, và đã đánh bại trong cuộc tổng tuyển cử ngày 08 tháng 11 năm 2016. Trong kỳ tuyển cử này, ông là bạn đồng hành của Eric Greitens, một cựu Biệt kích Hải quân SEAL, người chiến thắng và trở thành Thống đốc Missouri thứ 56. Cả hai tuyên thệ nhậm chức vào ngày 09 tháng 1 năm 2017. Năm 2018, Greitens bị liên bang truy tố về tội xâm phạm quyền riêng tư và phải từ chức vào ngày 01 tháng 6, khiến Mike Parson vào thời điểm này là Phó Thống đốc trở thành Thống đốc kế nhiệm cho đến năm 2020, khi ông tham gia tranh cử đối đầu với ứng cử viên Đảng Dân chủ Nicole Galloway.

#### Nhiệm kỳ

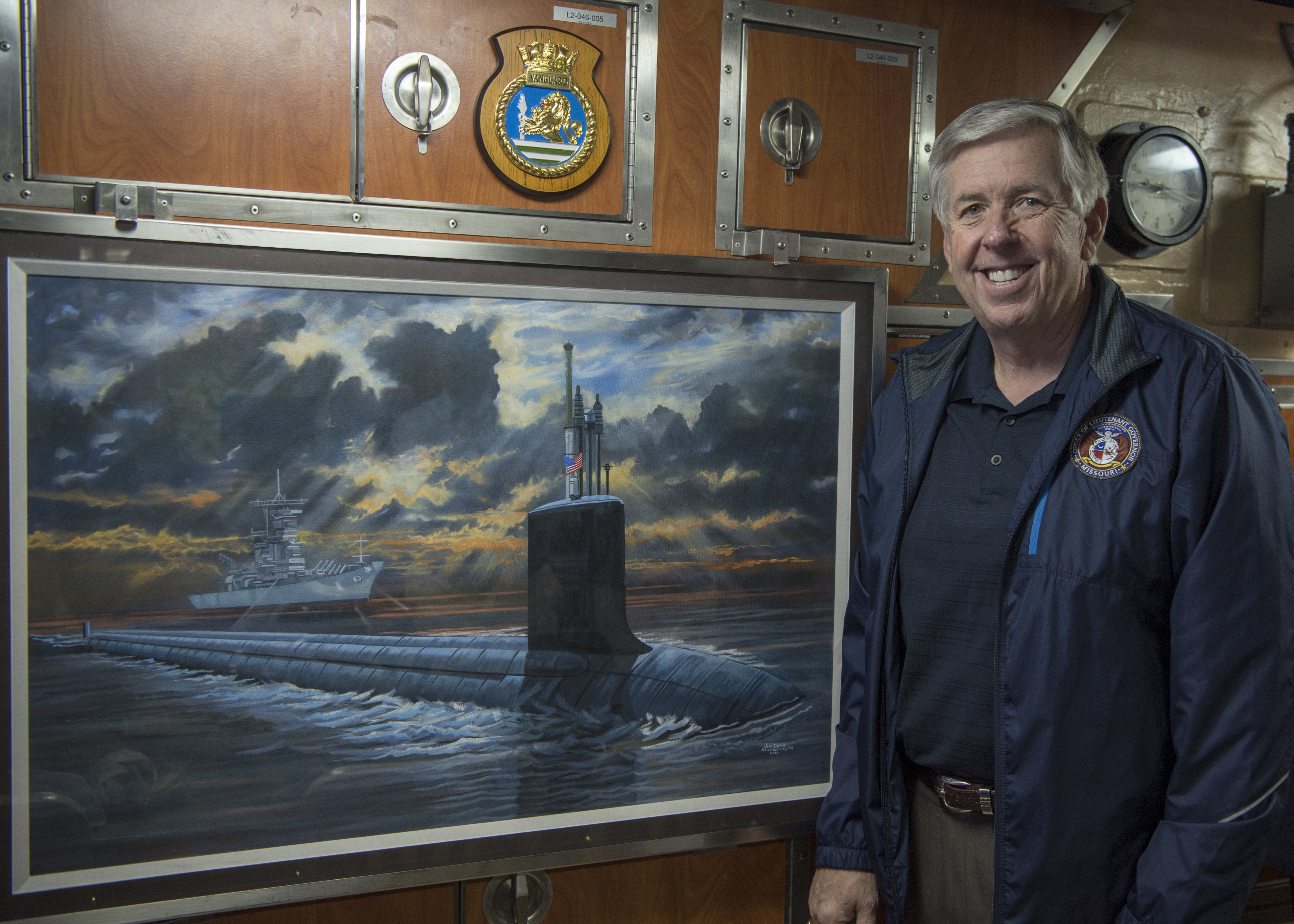
Ảnh Mike Parson và ảnh thiết giáp hạm USS Missouri (BB-63) năm 2018.

Mike Parson tuyên thệ nhậm chức cùng với Thống đốc Eric Greitens vào ngày 09 tháng 1 năm 2017. Sau đó, ông đã phê duyệt 54.000 USD chi phí tu sửa và cải tạo Văn phòng Phó Thống đốc trong vòng hai tháng đầu tiên của mình. Vào năm 2017, ông đã tìm phương án tăng 125.000 USD trong ngân sách 463.000 USD chi phí công tác. Để đáp lại những lời chỉ trích, văn phòng của ông thường xuyên tuyên bố rằng văn phòng và mức lương của ông là thấp nhất so với bất kỳ quan chức Missouri nào được bầu trên toàn tiểu bang. Vào tháng 8 năm 2017, nhiều tờ báo đưa tin rằng Mike Parson là quan chức dân cử duy nhất trên toàn tiểu bang nhận quà từ một nhà vận động hành lang. Trong thời gian tranh cử Thống đốc, Eric Greitens kêu gọi cấm tặng quà cho những người vận động hành lang. Bên cạnh đó, người tiền nhiệm của Mike Parson là cựu Phó Thống đốc Peter Kinder cũng nhận quà. Về vấn đề xã hội: đầu năm 2018, sau những cáo buộc về vấn đề chăm sóc sức khỏe không đúng cách tại Trung tâm Cựu chiến binh ở St. Louis, từ bản báo cáo lần đầu tiên trong tháng 10 năm 2017, văn phòng Mike Parson ngay lập tức tiến hành điều tra. Vào ngày 22 tháng 2 năm 2018, Eric Greitens bị truy tố về tội xâm phạm quyền riêng tư, từ chức Thống đốc sau đó.
Về tín dụng thuế: ngày 19 tháng 12 năm 2017, Mike Parson đã bỏ phiếu để giữ một khoản tín dụng thuế tiểu bang trị giá 140 triệu USD gây tranh cãi dành cho các nhà phát triển nhà ở thu nhập thấp. Thống đốc Eric Greitens đã bổ nhiệm các thành viên vào Ủy ban Phát triển Nhà ở Missouri phản đối chương trình tín dụng thuế, công khai gọi chương trình tín dụng thuế nhà ở thu nhập thấp (LIHTC) là một chương trình của nhóm lợi ích đặc biệt giúp những người trong cuộc trở nên giàu có. Mike Parson và Bộ trưởng Ngân khố tiểu bang lúc đó là Eric Schmitt là những thành viên duy nhất bỏ phiếu ủng hộ việc giữ tín dụng thuế. Trước cuộc bỏ phiếu của ủy ban, Eric Greitens đã công khai phản đối tín dụng thuế.

## Thống đốc Missouri

### Kế nhiệm

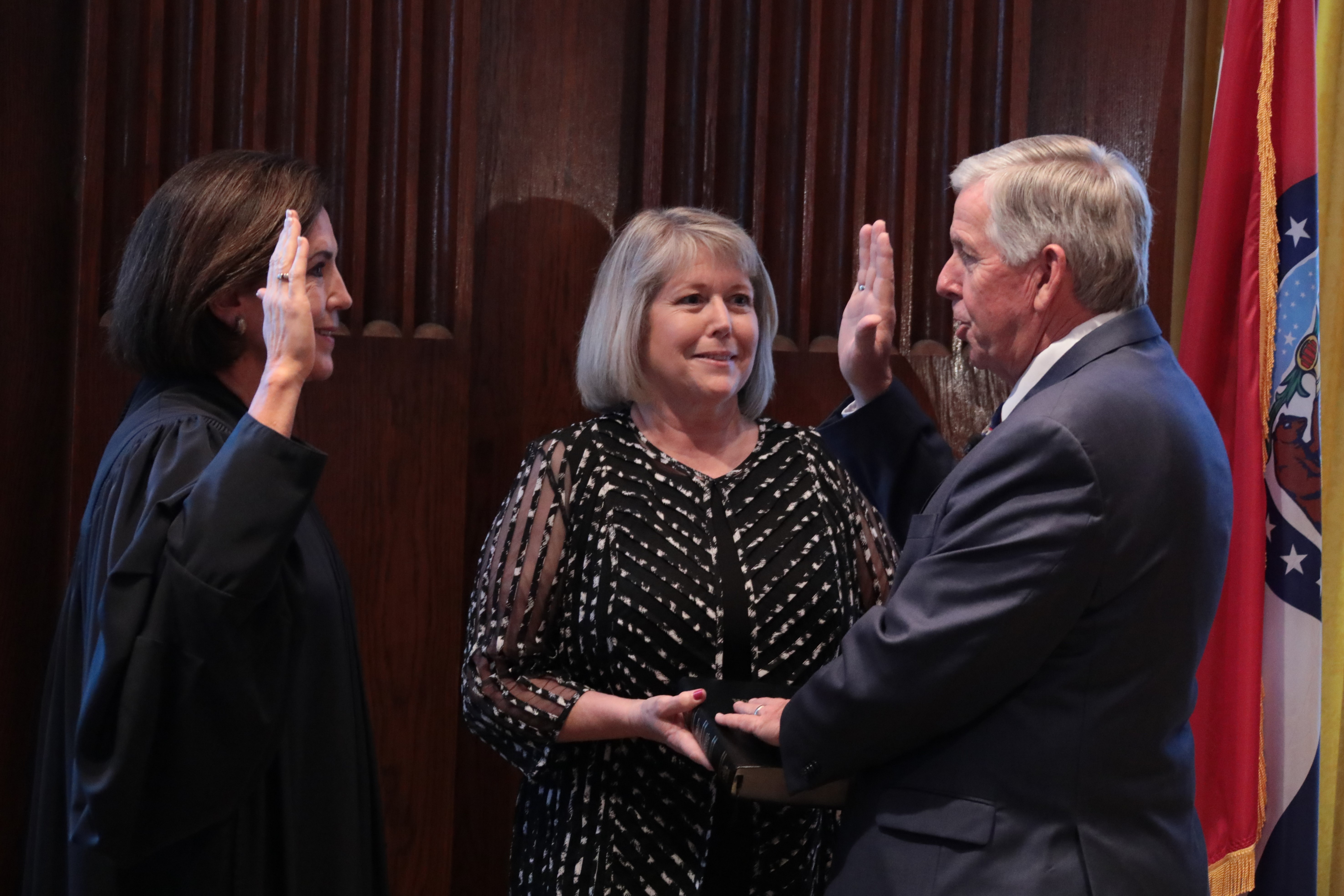
Mike Parson tuyên thệ nhậm chức năm 2018.

Vào ngày 29 tháng 5 năm 2018, Eric Greitens thông báo rằng ông sẽ từ chức, có hiệu lực vào năm giờ chiều ngày 01 tháng 6 năm 2018. Mike Parson tuyên thệ nhậm chức Thống đốc nửa giờ sau đó.
Vào ngày 18 tháng 6 năm 2018, Mike Parson đã bổ nhiệm Đảng viên Cộng hòa Mike Kehoe, Lãnh đạo Đa số Thượng viện Missouri, làm Phó Thống đốc. Việc bổ nhiệm đi kèm với sự không chắc chắn về mặt pháp lý, vì Hiến pháp Missouri quy định rằng Thống đốc có thể bổ  lấp đầy tất cả các vị trí công vụ ngoại trừ Phó Thống đốc, Thượng nghị sĩ và Hạ nghị sĩ tiểu bang, Cảnh sát trưởng, hoặc Người ghi chép chứng thư ở thành phố St. Louis. Tuy nhiên, Mike Parson nói rằng ông tin rằng Hiến pháp đã trao cho ông thẩm quyền để bổ nhiệm Mike Kehoe làm Phó Thống đốc. Vào ngày 19 tháng 6 năm 2018, Đảng Dân chủ Missouri đã đệ đơn kiện nhằm hủy bỏ cuộc lệnh bổ nhiệm Mike Kehoe. Đảng Dân chủ đã thua kiện tại Tòa án Quận Cole do không có đủ vị trí khởi kiện và sự mơ hồ của luật tiểu bang quy định rằng việc này không thể được thực hiện nhưng không đưa ra quy trình để bổ nhiệm trong trường hợp vị trí trống. Vào ngày 16 tháng 4 năm 2019, Tòa án Tối cao Missouri đã ra phán quyết rằng việc bổ nhiệm là hợp pháp. Sau đó, Mike Parson đã bổ nhiệm Lynn Parman, Jay Wasson và Christopher Waters vào Hội đồng trường Đại học Bang Missouri. Ngoài việc bổ nhiệm Mike Kehoe, Mike Parson đã giữ nguyên chính quyền Missouri giống như người tiền nhiệm Eric Greitens trước đó.

### Tranh cử 2020
Năm 2019, Mike Parson tuyên bố tham gia tranh cử cuộc bầu cử Thống đốc năm 2020. Giữa những tin đồn rằng người tiền nhiệm của ông, Eric Greitens, người đã từ chức vì nhiều vụ bê bối vào năm 2018 sẽ cố gắng tranh cử Thống đốc một lần nữa vào năm 2020, nhóm của Mike Parson cho rằng cựu Thống đốc Eric Greitens sẽ xem xét một cuộc tranh cử khác. Chủ tịch Ủy ban Hành động chính trị của Parson đã đưa ra một cuộc thăm dò để xem liệu cử tri sẽ bỏ phiếu cho Eric Greitens hay Mike Parson trong cuộc bầu cử sơ bộ của Đảng Cộng hòa. Sau khi phủ nhận việc thực hiện bỏ phiếu qua thư, bưu điện ở Missouri, khi được hỏi về những cử tri có lo ngại về việc đến một điểm bỏ phiếu, Mike Parson cho biết những cá nhân như vậy nên ưu tiên sự an toàn chứ không phải bỏ phiếu. Trong cuộc bầu cử sơ bộ của Đảng Cộng hòa vào ngày 04 tháng 8 năm 2020, Mike Parson đã đánh bại Hạ nghị sĩ tiểu bang Jim Neely và cựu binh Không quân Saundra McDowell. Sau đó, ông tiếp tục đánh bại ứng cử viên Đảng Dân chủ và Kiểm toán tiểu bang Nicole Galloway trong cuộc tổng tuyển cử vào ngày 03 tháng 11 năm 2020.

### Nhiệm kỳ

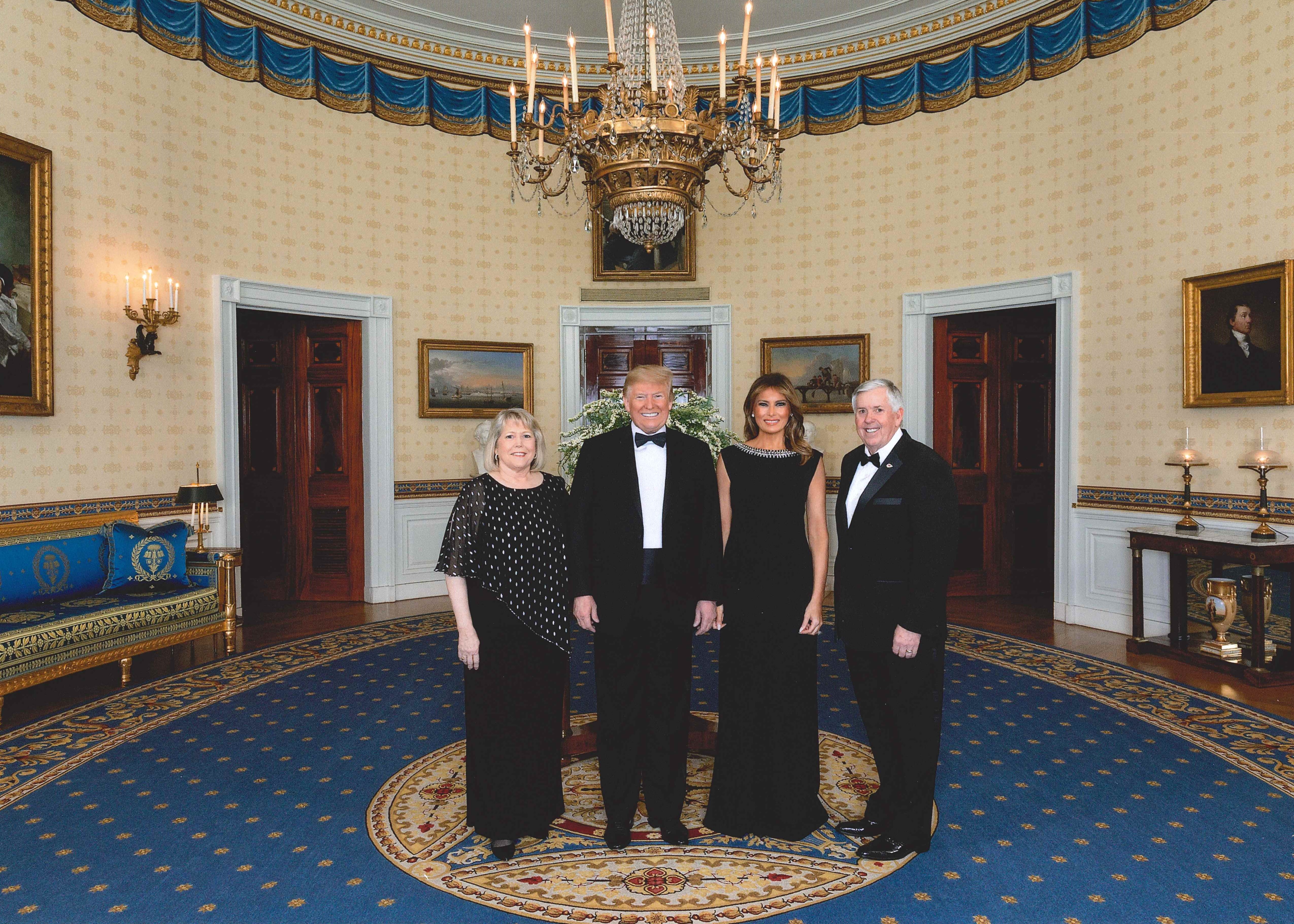
Vợ chồng Mike Parson và vợ chồng Donald Trump năm 2020.

Vào tháng 12 năm 2018, Parson đã đề xuất bãi bỏ một sửa đổi hiến pháp đã được cử tri phê duyệt để thiết lập việc phân chia lại phi đảng phái đối với các khu bầu cử Hạ viện và Thượng viện của tiểu bang. Hãng tin AP ước tính rằng việc vẽ lại các khu bầu cử của đảng phái sang phi đảng phái có thể sẽ làm tăng tỷ lệ của Đảng viên Dân chủ trong các ghế ở Hạ viện và Thượng viện. Đồng thời, Mike Parson bày tỏ sự ủng hộ đối với việc làm khó khăn thủ tục đưa ra các vấn đề vào trưng cầu dân ý. Vào ngày 16 tháng 1 năm 2019, ông đã có bài phát biểu đầu tiên của minh tại một phiên họp chung của Hội đồng Lập pháp Missouri khóa 100. Bài phát biểu của ông tập trung vào hai ưu tiên cốt lõi: phát triển lực lượng lao động và cơ sở hạ tầng toàn bang. Vào tháng 4 năm 2019, ông được Hiệp hội Phát triển Lực lượng Lao động Missouri (Missouri Association of Workforce Development) vinh danh là Nhân vật của năm (Person of the Year) vì những nỗ lực liên quan trên toàn tiểu bang.
Về phá thai: Vào ngày 24 tháng 5 năm 2019, Thống đốc Mike Parson đã ký dự luật HB 126, được biết đến với tên gọi Missouri Stands for the Unborn Act, về việc hình sự hóa các vụ phá thai ở bang Missouri sau khi thai đủ tám tuần. Theo luật, bất kỳ người nào thực hiện phá thai sau tám tuần có thể bị buộc tội loại B với hình phạt từ năm đến 15 năm tù. Dự luật được thông qua tại cả Hạ viện và Thượng viện vào tuần trước sau khi tranh luận và phản đối, không có ngoại lệ cho các nạn nhân bị hãm hiếp hoặc loạn luân, nhưng có loại trừ đối với các trường hợp cấp cứu y tế. Về sức khỏe: ông phản đối sáng kiến bỏ phiếu về việc mở rộng Medicaid, ông cho rằng nó sẽ gây hại cho ngân sách tiểu bang. Về hình sự: tháng 7 năm 2020, Mike Parson chủ động cam kết sẽ ân xá cho Mark và Patricia McCloskey, một cặp vợ chồng ở St. Louis đã chĩa súng vào những người biểu tình George Floyd không vũ trang đi ngang qua nhà của họ trên một con phố riêng, nếu họ bị kết tội và nếu không có thay đổi đáng kể so với vấn đề xảy ra ở thời điểm đó. Về tín dụng: sau khi Eric Greitens từ chức vào năm 2018, Mike Parson ban đầu nói rằng với tư cách là Thống đốc, ông không có kế hoạch bắt đầu lại tín dụng thuế, kể từ sau khi đã bổ nhiệm Phó Thống đốc Mike Kehoe, Bộ trưởng Ngân khố tiểu bang Scott Fitzpatrick, và Tổng Chưởng lý Eric Schmitt, tất cả các thành viên trong ủy ban. Vào tháng 5 năm 2019, Mike Parson thông báo ý định tái khởi động chương trình tín dụng thuế nhà ở thu nhập thấp, xem xét kêu gọi một phiên họp đặc biệt về lập pháp để khởi động lại chương trình tín dụng thuế.

### Đại dịch COVID-19

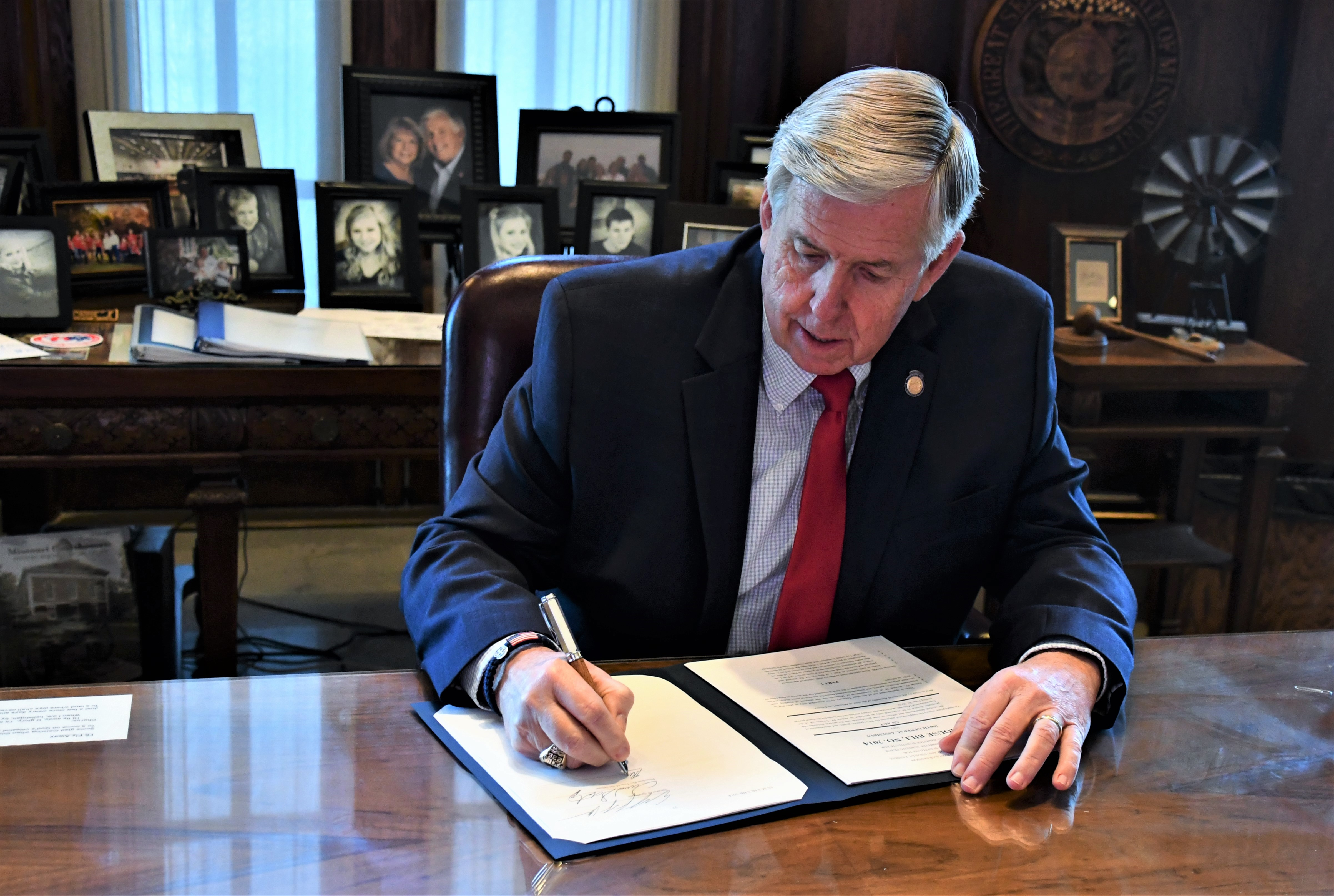
Mike Parson ký một dự luật năm 2020.

Kể từ ngày 13 tháng 3 năm 2020, Mike Parson đã công bố hai trường hợp đầu tiên được biết đến của COVID-19 ở Missouri: một ở St. Louis và một ở Springfield, cả hai đều trong tình trạng tự cách ly. Chính quyền của ông đã nhận được 13 triệu USD viện trợ liên bang để chống lại Đại dịch COVID-19. Vào ngày 17 tháng 3, ông thông báo rằng Missouri đã tăng lên 15 trường hợp được xác nhận, nói rằng tiểu bang sẽ sớm mở rộng lên 10.000 cuộc kiểm tra mỗi ngày vào ngày 01 tháng 4, và sẽ xem xét các biện pháp bảo vệ nhiều hơn cho lực lượng thực thi pháp luật và lính cứu hỏa. Bất chấp những rủi ro về khả năng lây nhiễm của coronavirus, Mike Parson vẫn để các khu học chính tự quyết định có đóng cửa các trường học hay không. Sau những hành động tương tự của Thống đốc Kansas, Mike Parson đã thông báo rằng, có hiệu lực từ 12:00 ngày 17 tháng 3, tất cả các sòng bạc ở Missouri sẽ đóng cửa. Ông ấy đưa ra thông báo này sau khi tham khảo ý kiến của Chủ tịch Ủy ban Trò chơi Missouri (Missouri Gaming Commission). Vào ngày 21 tháng 3, ông đã công bố một kế hoạch ứng phó mới đối với cuộc khủng hoảng coronavirus, một biện pháp phòng ngừa là cấm tụ tập hơn 10 người ở Missouri. Kế hoạch được ấn định sẽ có hiệu lực vào nửa đêm ngày 23 tháng 3 và kết thúc vào nửa đêm ngày 06 tháng 4. Kế hoạch cũng cấm ăn uống trong các nhà hàng, ưu tiên mua mang về và drive-through (mua hàng trên xe).
Sau khi từ chối đóng cửa Missouri, và từ chối các yêu cầu từ khắp quốc gia và ngành y tế toàn tiểu bang, trong khi hơn 1.500 trường hợp nhiễm COVID-19 mới đã được xác nhận ở Missouri – một trong mười tiểu bang vẫn mở cửa trong thời kỳ đại dịch đang gia tăng; cùng với việc sau đó St. Louis và thành phố Kansas đã ban hành lệnh lưu trú tại nhà nghiêm ngặt của địa phương, thì Mike Parson ban hành lệnh lưu trú tại nhà chung trên toàn tiểu bang vào ngày 03 tháng 4, có hiệu lực ba ngày sau đó. Lệnh này sau đó đã được gia hạn đến hết hạn vào ngày 03 tháng 5, phản ánh sự gia hạn tương tự của Thống đốc bang Kansas, Laura Kelly. Mike Parson đồng thời ban hành lệnh đóng cửa các trường công lập trên toàn tiểu bang cho đến đầu năm học mới vào cuối năm 2020. Sau khi lệnh hết hạn, ông giao trách nhiệm cho các quận thực thi việc ngăn cách xã hội khi tiểu bang mở cửa trở lại, so sánh tình hình với các sở y tế địa phương giám sát các nhà hàng.
Vào tháng 7 năm 2020, Mike Parson lập luận về việc mở lại các trường học, ông cho biết trẻ em đi học có nguy cơ thấp nhất có thể. Và nếu họ nhận được COVID-19, họ sẽ không đến bệnh viện mà về nhà và họ sẽ vượt qua nó. Ông cũng phản đối mạnh mẽ việc bắt buộc đeo khẩu trang. Vào ngày 23 tháng 9 năm 2020, Mike Parson và vợ đều có kết quả dương tính với COVID-19, phải cách ly điều trị và khỏi trong tháng 10. Vào tháng 2 năm 2021, một báo cáo của Deloitte do tiểu bang ủy quyền cho thấy việc thiêu thốn vắc xin đang mở rộng ở các khu vực đô thị Kansas City và St. Louis. Cùng tháng đó, Missouri được xếp hạng cuối cùng trong số tất cả các bang về phân phối vắc xin COVID-19. Thị trưởng St. Louis Lyda Krewson đã gửi thư cho Mike Parson và Giám đốc Sở Y tế và Dịch vụ Cấp cao Missouri Randall W. Williams bày tỏ lo ngại rằng thành phố sẽ trở thành sa mạc vắc xin COVID-19.

## Lịch sử tranh cử
Tính đến năm 2021, Mike Parson đã tham gia ba cuộc bầu cử cho ba vị trí khác nhau là Thượng nghị sĩ tiểu bang năm 2010, Phó Thống đốc 2016 và Thống đốc 2020. Ông đều giành chiến thắng trong cả bầu cử sơ bộ nội bộ đảng và tổng tuyển cử toàn bang.

## Đời tư

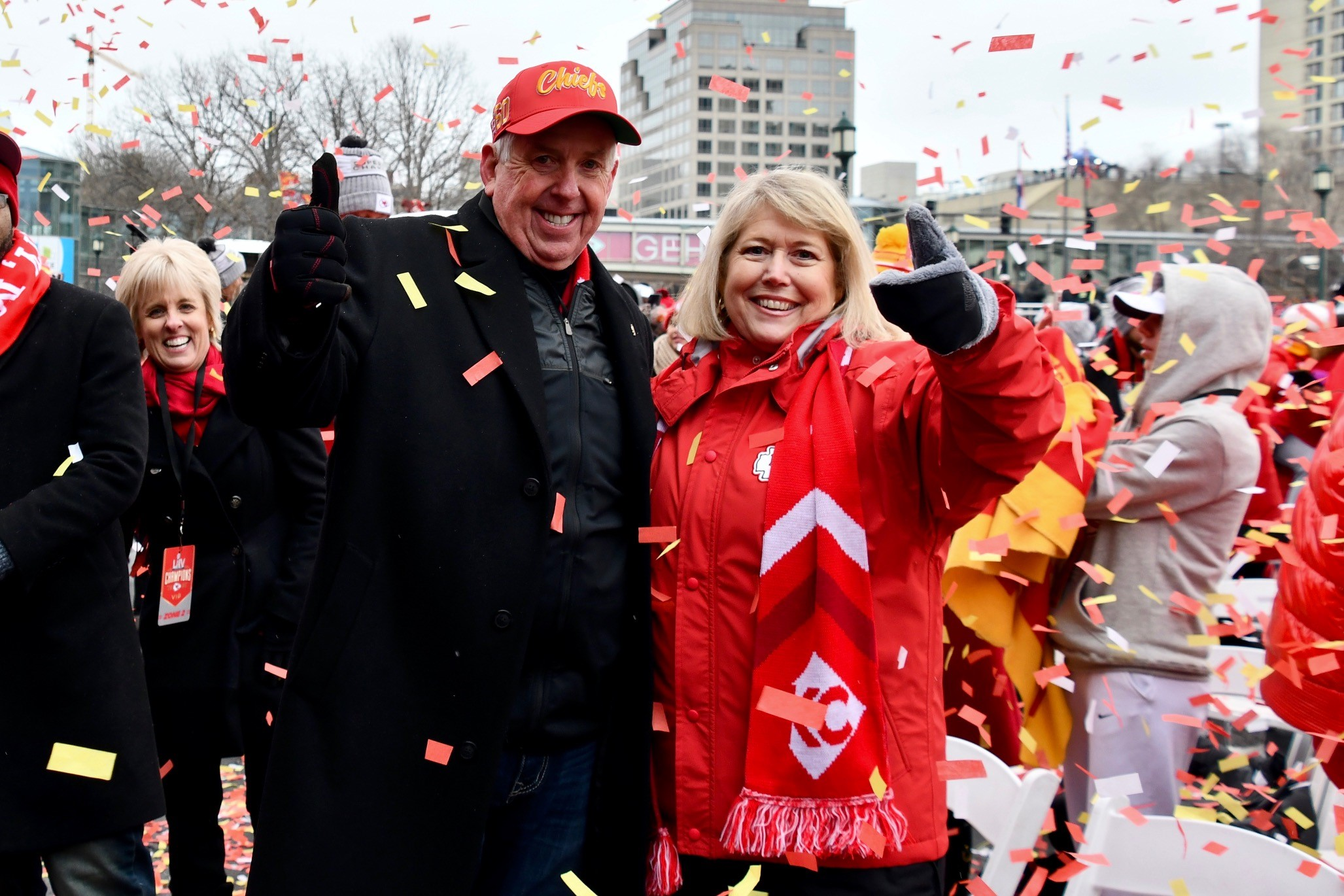
Vợ chồng Parson 2020.

Mike Parson kết hôn với vợ mình, Teresa Parson vào năm 1985. Họ có hai con và sống ở thành phố Bolivar, quận Polk, Missouri. Mike Parson xuất thân là một nông dân thuộc thế hệ thứ ba, bắt đầu hoạt động chăn nuôi bò và bê ở gần Bolivar vào năm 1985, công ty mà ông vẫn sở hữu và điều hành.